# فاطمه پیرنیا
فاطمه پیرنیا (پیرزاده) (۱۲۹۴، تهران−۱۸، بهمن ۱۳۷۴ تهران) نمایندهٔ حوزهٔ انتخابیهٔ اصفهان در دوره بیست و سوم مجلس شورای ملی بوده‌است. او دختر ابوالحسن خان پیرنیا بود.

## زندگی‌نامه
فاطمه پیرنیا در تهران زاده شد. پدر او ابوالحسن خان پیرنیا ملقب به معاضدالسلطنه بود. او تحصیلات خویش را تا دیپلم ادامه داد و برای مدتی مشاور استانداری استان مرکز بود. او سپس از حوزهٔ انتخابیهٔ اصفهان در دوره بیست و سوم به مجلس شورای ملی راه یافت.
پیرنیا عضو حزب ایران نوین و جمعیت راه نور بود. او از طرفداران سیاست غرب بود و نشان یادگار تاج‌گذاری را نیز دریافت کرده بود. وی سرانجام در ۱۸ بهمن ۱۳۷۴ در سن ۸۱ سالگی در تهران در گذشت و در بهشت زهرا به خاک سپرده شد.